# هنري كلاود
هنري كلاود (بالإنجليزية: Henry Cloud)‏ هو داعية أمريكي، ولد في 1956 في فيكسبيرغ في الولايات المتحدة.